# Arnau Tenas
Arnau Tenas Ureña (Vic, Barcelona, España, 30 de mayo de 2001) es un futbolista español que juega como portero, actualmente juega en el Paris Saint-Germain F. C. de la Ligue 1 de Francia.

## Trayectoria
Llegó en 2010 a las categorías inferiores del F. C. Barcelona. En marzo de 2019 debutó con el F. C. Barcelona "B", siendo aún juvenil.

## Selección nacional
Fue internacional en las categorías inferiores de la selección española. Fue campeón del Europeo sub-19 en 2019.
El 26 de marzo de 2022 fue convocado por la selección absoluta para un partido amistoso frente a Albania por la baja de última hora de Robert Sánchez.

## Vida personal
Tiene un hermano gemelo llamado Marc que también es futbolista profesional, y que juega en la demarcación de delantero para la Gimnástica Segoviana de la Segunda Federación.

## Estadísticas

### Clubes
Actualizado al último partido disputado el 10 de mayo de 2025.
| F. C. Barcelona Atlètic · España      | 2.ª B         | 2018-19       | 1  | 1  | — | — | — | — | 1  | 1  |
| F. C. Barcelona Atlètic · España      | 2.ª B         | 2019-20       | 0  | 0  | — | — | — | — | 0  | 0  |
| F. C. Barcelona Atlètic · España      | 2.ª B         | 2020-21       | 9  | 10 | — | — | — | — | 9  | 10 |
| F. C. Barcelona Atlètic · España      | 1.ª F         | 2021-22       | 18 | 21 | — | — | — | — | 18 | 21 |
| F. C. Barcelona Atlètic · España      | 1.ª F         | 2022-23       | 30 | 27 | — | — | — | — | 30 | 27 |
| F. C. Barcelona Atlètic · España      | Total club    | Total club    | 58 | 59 | 0 | 0 | 0 | 0 | 58 | 59 |
| Paris Saint-Germain F. C. Francia     | 1.ª           | 2023-24       | 6  | 7  | 0 | 0 | 0 | 0 | 6  | 7  |
| Paris Saint-Germain F. C. Francia     | 1.ª           | 2024-25       | 1  | 1  | 1 | 2 | 0 | 0 | 2  | 3  |
| Paris Saint-Germain F. C. Francia     | Total club    | Total club    | 7  | 8  | 1 | 2 | 0 | 0 | 8  | 10 |
| Total carrera                         | Total carrera | Total carrera | 65 | 67 | 1 | 2 | 0 | 0 | 66 | 69 |
| (1) Hace referencia a goles encajados |               |               |    |    |   |   |   |   |    |    |

## Palmarés

### Títulos nacionales
| Título          | Club                      | País    | Año  |
| --------------- | ------------------------- | ------- | ---- |
| Ligue 1         | París Saint-Germain F. C. | Francia | 2024 |
| Copa de Francia | París Saint-Germain F. C. | Francia | 2025 |
| Ligue 1         | París Saint-Germain F. C. | Francia | 2025 |

### Títulos internacionales
| Título                       | Equipo                       | Sede   | Año  |
| ---------------------------- | ---------------------------- | ------ | ---- |
| Juegos Olímpicos             | Selección de España (sub-23) | París  | 2024 |
| Liga de Campeones de la UEFA | Paris Saint-Germain F. C.    | Múnich | 2025 |